# Hermann Friedrich Kilian
Hermann Friedrich Kilian (auch Friedrich Kilian; * 5. Februar 1800 in Leipzig; † 7. August 1863 in Bad Liebenstein) war ein deutscher Gynäkologe und Hochschullehrer, insbesondere auch Professor der Geburtshilfe in Bonn.

## Leben
Kilian war Sohn des Medizinprofessors und Leibarztes von Zar Alexander I. von Russland Konrad Joachim Kilian. Er wuchs entsprechend in Sankt Petersburg auf, besuchte von 1810 bis 1816 die deutsche Petrischule und studierte 1816/1817 an der Universität Wilna, 1817/1818 an der Universität Leipzig, 1818/1819 an der Universität Würzburg und 1819/1820 an der Universität Göttingen Medizin, bevor er 1820 die Universitäten von London und Edinburgh besuchte. Seine Promotion erfolgte am 1. August 1820 in Edinburgh mit der Dissertation De nervi glossopharyngei origine. Zu weiteren Studien besuchte er Paris, Straßburg, München, Wien und Pest.
Kilian kehrte 1821 nach Sankt Petersburg zurück und wurde zum Professor adiunctus der Chemie an der dortigen Medizinischen Akademie ernannt. Später lehrte er dort Physiologie und Pathologie. Außerdem war er Arzt am Sankt Petersburger Artillerie-Hospital. Als er gerade auf einer Studienreise über Mannheim, Heidelberg und Berlin war, erhielt er 1828 einen Ruf als außerordentlicher Professor der Geburtshilfe an die Universität Bonn, den er annahm. Gleichzeitig wurde er Direktor der Geburtshilfeklinik. 1831 wurde ihm schließlich die ordentliche Professur für Geburtshilfe übertragen. Spätestens ab 1839 hatte er auch die Direktion der Poliklinik inne.
Kilian lehnte 1842 einen Ruf nach Sankt Petersburg ab. Zuvor wurde er am 30. November 1840 mit der Matrikelnummer 1478 und dem akademischen Beinamen Osiander in die Kaiserliche Leopoldino-Carolinische Akademie der Naturforscher aufgenommen. Spätestens ab 1846 trug er auch den Titel Geheimer Medizinalrat. Er war Mitglied der Gesellschaft Deutscher Naturforscher und Ärzte.

## Schriften (Auswahl)
- Anatomische Untersuchungen über das neunte Hirnnervenpaar oder den nervus glossopharyngeus, Hartleben, Pest 1822.
- Ueber den Kreislauf des Blutes im Kinde, welches noch nicht geathmet hat, Müller, Karlsruhe 1826 (Digitalisat).
- Die Universitäten Deutschlands in medicinisch-naturwissenschaftlicher Hinsicht, Groos, Heidelberg und Leipzig 1828 (Digitalisat).
- Die Geburtslehre von Seiten der Wissenschaft und Kunst, 2 Bände, Varrentrapp, Frankfurt am Main 1839–1842 (Digitalisate: Band 1 und Band 2).
- Das Elythromochlion, als einfachstes Mittel, um den Vorfall der Gebärmutter in seiner gewöhnlichen Form leicht und schmerzlos zu heben, Weber, Bonn 1846 (Digitalisat).
- Operationslehre für Geburtshelfer, 2 Bände, 2. Auflage, Weber, Bonn 1849.
- Das halisteretische Becken in seiner Weichheit und Dehnbarkeit während der Geburt durch neue Beobachtungen erläutert, Marcus, Bonn 1857 (Digitalisat).